# 梁賚奎
梁賚奎（1879年—1931年），字惠吾，一作魁甫，廣東省南海縣人。宣統二年農科進士。

## 生平
早年入天津北洋大學和新學書院。清光緒二十九年（1903）留學美國，入麻州農業學校（麻薩諸塞州州立農學院），旋轉入卡德爾農業大學（康奈爾大學）。
宣統二年(1910年)參加遊學畢業生考試，得80分，列最優等。九月二日，內閣奉上諭：梁賚奎著賞給農科進士。
宣統三年(1911年)，廷試一等，經學部考驗列最優等，授職翰林院編修>。
民國元年(1912年)6月29日，派籌辦農林部農林調查委員會事務。
民國元年(1912年)7月1日，農林部參事。
民國元年(1912年)7月31日，任農林部次長。
民國二年(1913年)2月24日，呈請辭職。
民國二十年(1931年)3月5日，其父梁炎卿過生日，梁賚奎行至自家居住的天津廣東道(現唐山道)時，又遭匪徒綁架。匪徒來信要梁家巨款贖人，因未付金贖票，致使綁匪「撕票」，梁賚奎喪生

## 延伸阅读
[在维基数据编辑]
 《游美同學錄·梁賚奎》，出自《游美同學錄》